# Outta My Head (singolo Diandra)
Outta My Head è il secondo singolo della cantante pop finlandese Diandra, estratto dal suo album di debutto omonimo e pubblicato il 4 giugno 2012 dalla Universal Music. Il singolo entrò nella classifica finlandese alla 30ª settimana del 2012 alla 16ª posizione e rimase in classifica per tre settimane consecutive.
Mikko Harma ha inoltre girato un video musicale del brano.

## Tracce
1. Outta My Head – 3:46

## Classifica
| Classifica           | Massima posizione |
| -------------------- | ----------------- |
| Finlandia            | 16                |
| Finlandia (digitale) | 5                 |